# Cuando pienses en volver
«Cuando pienses en volver» es una canción de folk rock, escrita por el cantautor peruano Pedro Suárez-Vértiz, y publicado en su cuarto álbum de estudio, Play, en 2004.

## Música
La canción, que mezcla ritmos de huayno con rock, se convirtió en un gran éxito desde su lanzamiento. Cuenta con la colaboración del saxofonista peruano Jean Pierre Magnet y Maricarmen Dongo con los instrumentos acústicos, mientras Pedro Suárez-Vértiz puso la voz principal.

## Letra
La letra habla de la nostalgia y de los sentimientos de los inmigrantes que residen en el extranjero en busca de nuevas oportunidades, particularmente de la diáspora peruana. Su dicha letra fue una de las más conocidas del álbum, volviéndose un himno.

## Versiones
- En 2014, el grupo Hermanos Yaipén versionó el tema a ritmo de cumbia, a raíz de participar del concierto en homenaje a Suárez-Vértiz.
- En 2020, se grabó una versión del tema, gracias a un spot publicitario del PROMPERÚ, en el que participaron Renata Flores, Lucho Quequezana, Ezio Oliva, Daniela Darcourt, Bartola, Guillermo Bussinger, Sonia Morales, Christian Yaipén y Tony Succar.[6]